# Phostria monotona
Phostria monotona là một loài bướm đêm trong họ Crambidae.